# Baptista Spagnoli
Blahoslavený Baptista Spagnoli (17. dubna 1447, Mantova – 20. března 1516, Mantova) byl italský římskokatolický kněz řádu karmelitánů. Katolická církev jej uctívá jako blahoslaveného.

## Život

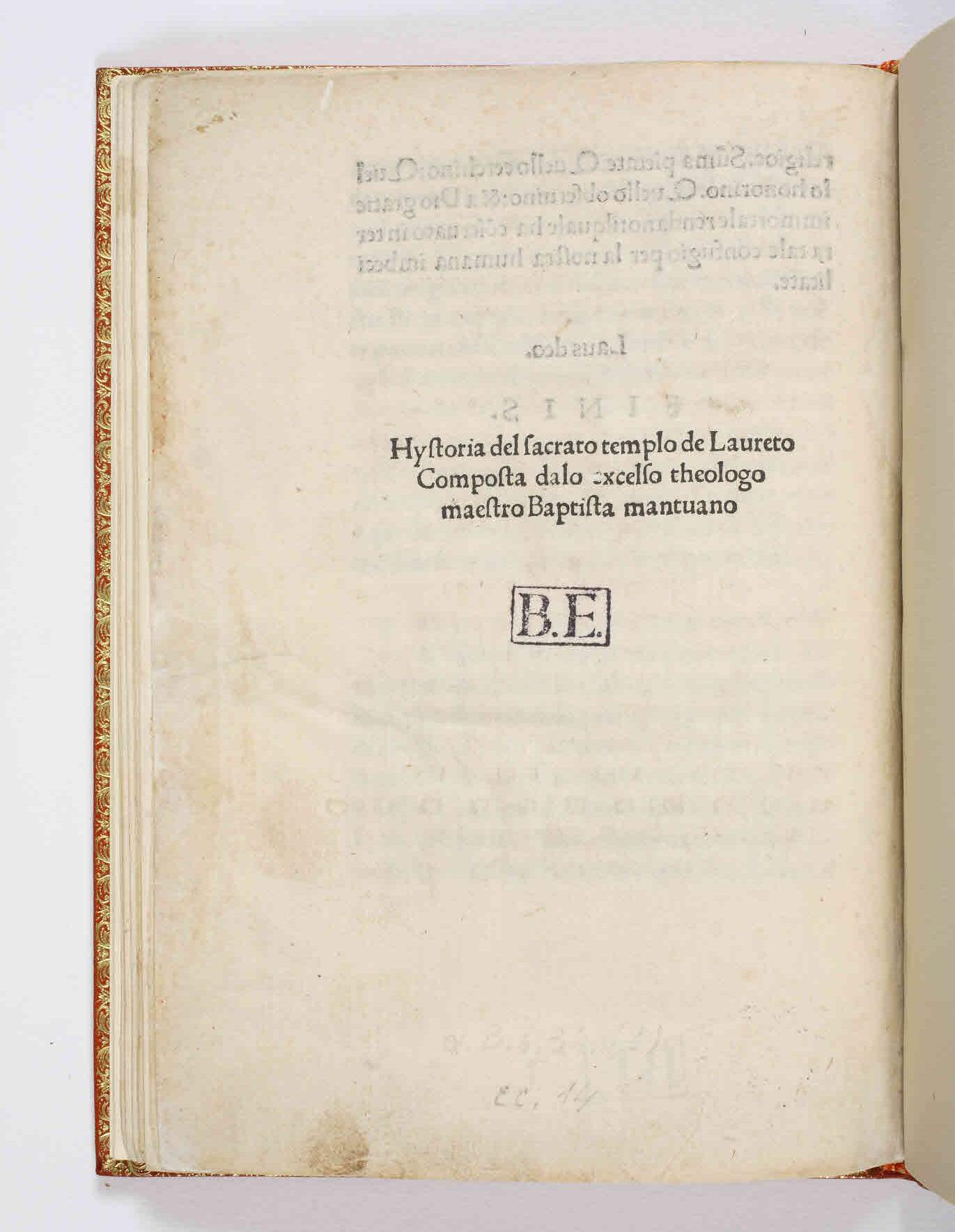
Historia ecclesiae Lauretanae, 1489

Narodil se jako Baptista Mantanus v městě Mantova v Itálii 17. dubna roku 1447. Jeho otec pocházel ze Španělska.
V 16 letech vstoupil ke karmelitánům. Projevoval značné nadání a už v 16 letech na sebe upozornil spisem "O blaženém životě" . Kromě duchovní literatury psal verše. O jeho schopnostech vypovídá i to, že ve svých 21 letech přednášel na řádové kapitule v Brescii. Angažoval se také mimo duchovní oblast, když působil jako prostředník při jednání francouzského krále s milánským vévodou.
Roku 1483 byl zvolen vikářem karmelitánského řádu mantovské kongregace (kongregace je zde ve smyslu územní správní jednotky, něco na způsob provincie). Do této funkce byl zvolen celkem 6x a v roce 1513 byl zvolen generálním představeným řádu. V této funkci se snažil navrátit řádové spolubratry ke karmelitánskému ideálu. Rušil dispenze od řeholního života, které v hojné míře udílel jeho předchůdce a zakázal spolubratřím užívání akademických titulů nesouvisejících s řádovým životem.
Je představitelem katolického humanismu. Mezi jeho přátele patřil například Erasmus Rotterdamský. Jako představený řádu chystal rozsáhlé reformy, v jejichž provedení mu zabránila propuknuvší nemoc. Zemřel roku 1516. Místem jeho posledního pozemského odpočinku se stala katedrála v Mantově.